# ペルセウス座オミクロン星
ペルセウス座ο星 (おとめざオミクロンせい、ο Per / ο Persei) は、ペルセウス座の方角にある恒星で4等星。

## 概要
分光連星で、4.419171日という非常に短い周期でB型の巨星と主系列星が互いに周回している。主星は超新星爆発を起こすか否かの境界近くの質量だが、超新星爆発は起こさずシリウスの伴星のような大質量の白色矮星になるものと考えられている。ペルセウスOB2アソシエーションの一員であるかどうか議論の的となっていたが、現在では否定的な見解が優勢である。

## 名称
固有名のアティク (Atik) は、アラビア語で「プレアデスの肩甲骨」を意味する ʿātiq al-thurayyā に由来する。これはプレアデス星団を中心として現在のカシオペヤ座からペルセウス座まで広がる巨大なアステリズムの中でζ星とこの星が肩甲骨の辺りに位置していたことに由来する。2016年9月12日に国際天文学連合の恒星の命名に関するワーキンググループ (Working Group on Star Names, WGSN) は、Atik をペルセウス座ο星の固有名として承認した。